# San José del Rincón
San José del Rincón é um município do estado do México, no México.